# Комашник ґедзеносний
Комашник ґедзеносний, офрис оводоносна, офрис оводоносний (Ophrys oestrifera M.Bieb., Ophrys cornuta Stev.) — реліктовий середземноморсько-передньоазійський вид роду комашник з родини орхідних.

## Загальна біоморфологічна характеристика

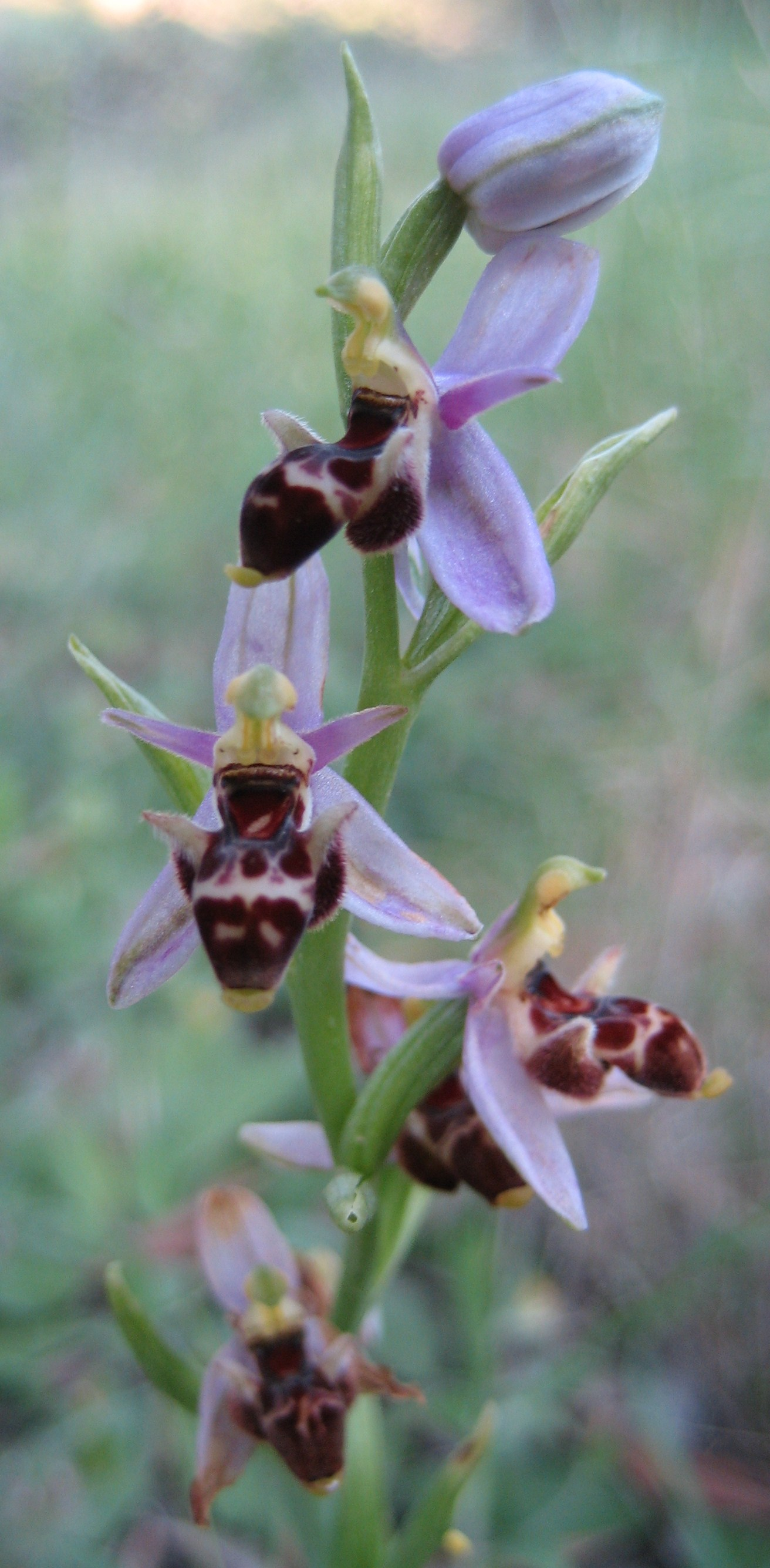

Багаторічна рослина 25–40 см висоти. Листів 2–5, сизувато-зелені. Суцвіття рідкісне, з 3 — 8(13) квітками. Квітки до 2,5 см, рожеві з довгими густо-волосистими ясно-коричневими виростами біля основи губи, що надає їй схожості з самкою ґедзя. Зовнішні листочки оцвітини довжиною до 14 мм, спочатку рожево-зелені, з 3 зеленими жилками, потім рожево-лілові; внутрішні — дрібніші зовнішніх, 2 верхніх листочка короткі, тупі, рожево-лілові, оксамитові, рожкоподібні. Губа спрямована вниз, оксамитова, широко-овальна, біля основи і на кінці звужена, трилопатева, темно-коричнева, з відверненим догори придатком; бічні лопаті її з догори стирчать, тонкими, волосистими довгими виростами (рогами); краю середньої лопаті губи підвернуті всередину, і тому губа опукла, на поверхні її голий підковоподібний синювато-коричневий знак, оточений подвійною жовтуватою облямівкою, нижче якої 1–2 невеликих жовтуватих плями (іноді їх немає). Зав'язь слабо скручена. Цвіте в кінці квітня-початку травня. Плодоносить у червні — липні. Розмножується переважно насінням.

## Поширення
Гірський Крим (за винятком яйл), Південний берег Криму. Вид поширений також у Центральній Європі, Середземномор'ї, на Кавказі, у Малій та Західній Азії.
У Криму зустрічаються два підвиди, що незначно відрізняються будовою губи: комашник ґедзеносний підвид ґедзеносний (Ophrys oestrifera subsp. oestrifera) і комашник ґедзеносний підвид рогатий (Ophrys oestrifera subsp. cornuta).

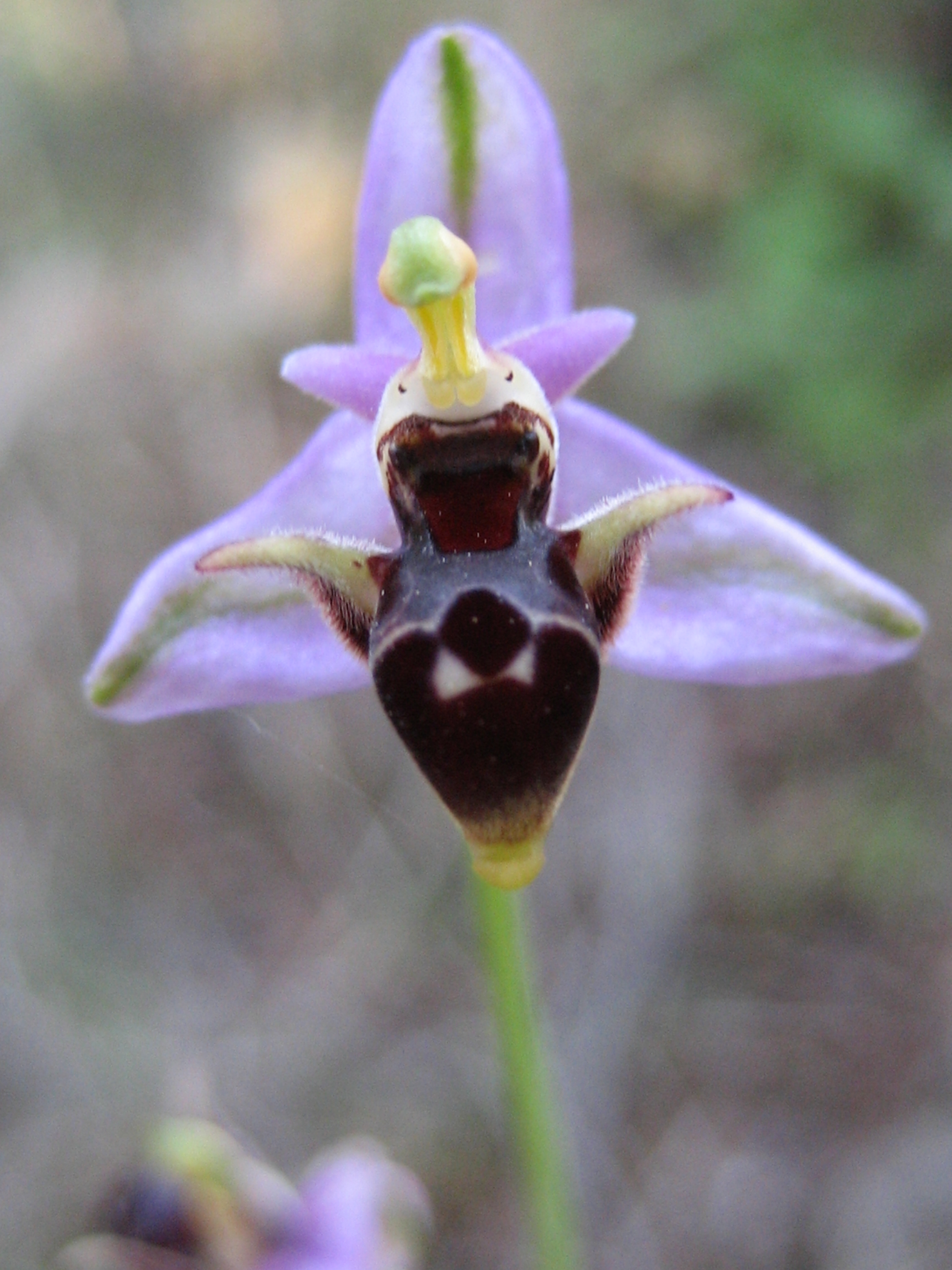

## Місця зростання
Світлі ялівцеві та листяні ліси (серед чагарників на кам'янистих схилах). Росте невеликими групами або поодинокими екземплярами.

## Чисельність
В Криму було виявлено 6 місцезнаходжень (163 особини). З 70-х рр. 20 ст. чисельність виду різко скоротилася.

## Причини зміни чисельності
Освоєння земель (зокрема під курортне будівництво), рекреаційне навантаження, зривання на букети, викопування рослин.

## Заходи охорони
Занесений до Червоної книги МСОП, додатку Бернської конвенції, СІТЕС, Червоної книги Української РСР (1980), Конвенції з міжнародної торгівлі видами дикої фауни та флори, що перебувають під загрозою зникнення (1973). Охороняється у Криму, зокрема, в природних заповідниках: Мис Мартьян, Ялтинському гірсько-лісовому, Карадазькому, Кримському; у заказниках загальнодержого значення Мис Айя і Бандарському, заповідному урочищі місцевого значення «Скелі Ласпі». Необхідно взяти на облік усі місця зростання, закартувати їх, здійснювати постійний контроль за станом популяцій.